# Максутов, Павел Петрович
Князь Павел Петрович Максутов (15 апреля 1825, Пенза — 2 мая 1882, Таганрог, область Войска Донского) — участник Синопского сражения, таганрогский градоначальник, контр-адмирал.

## Биография
Родился 15 апреля 1825 года в Пензе в многодетной семье действительного статского советника Петра Ивановича Максутова. В 1830 году семья переезжает в город Пермь. Князь П. И. Максудов, надворный советник, стал управляющим Пермской удельной конторы. Его братья и сестра:
- Александр (лейтенант, тяжело ранен 24 августа 1854 года при обороне Петропавловска-Камчатского и умер от ран 10 сентября того же года),
- Дмитрий (контр-адмирал, последний главный правитель Российско-Американской компании),
- Николай,
- Пётр,
- Георгий,
- Екатерина.

Образование получил в Морском кадетском корпусе, в который поступил 16 марта 1838 года; 10 января 1840 года был произведён в гардемарины. В 1840 и 1841 годах совершал практические плавания по Балтийскому морю на фрегатах «Кастор» и «Александр Невский». По окончании основного курса наук был оставлен при офицерском классе Морского корпуса; 1 января 1841 года был произведён в мичманы (со старшинством от 22 декабря 1841 года). В 1842—1846 годах ходил на разных кораблях по Балтийскому морю и в начале 1847 года был переведён на Черноморский флот.
В 1847 и 1848 года крейсировал у Абхазских берегов и принимал участие в высадках десантов, 11 апреля 1848 года за отличие против горцев был произведён в лейтенанты. В кампании 1849—1850 гг., состоя на бриге «Тезей», совершил переход из Одессы в Константинополь и далее в Архипелаг. По возвращении в Чёрное море, в 1851 и 1852 гг., служил на корабле «Три Святителя» и бриге «Андромаха», плавал у Кавказских берегов.
С началом Восточной войны состоял флаг-офицером при контр-адмирале Ф. М. Новосильском и на корабле «Париж» принял участие в Синопском морском бою, «за то, что постоянно находился при флагмане и передавал приказания быстро и точно с отличным хладнокровием» был награждён орденом св. Владимира 4-й степени с бантом и годовым окладом жалованья.
После сражения Максутов получил назначение на корабль «Три Святителя». После затопления Черноморского флота Максутов вошёл в состав Севастопольского гарнизона, в рядах которого с блеском выдержал все тяготы многомесячной обороны. С 13 сентября 1854 года состоял на 4-м бастионе; исполнял должность старшего адъютанта и помощника начальника артиллерии 2-го отделения оборонительной линии. Здесь он неоднократно бывал ранен, в том числе при тушении пожара на батарее мичмана Эсмонта получил сильные ожоги ног.
6 декабря 1854 года за отличие был произведён в капитан-лейтенанты и награждён орденом св. Анны 3-й степени с бантом. В следующем году он получил орден св. Анны 2-й степени с мечами и золотую саблю с надписью «За храбрость».
По окончании военных действий Максутов был переведён в Балтийский флот, где получил в командование тендер «Снапоп». 6 октября 1857 года был уволен от военной службы с переводом в коммерческий флот, 4 марта 1862 года произведён в капитаны 2-го ранга.

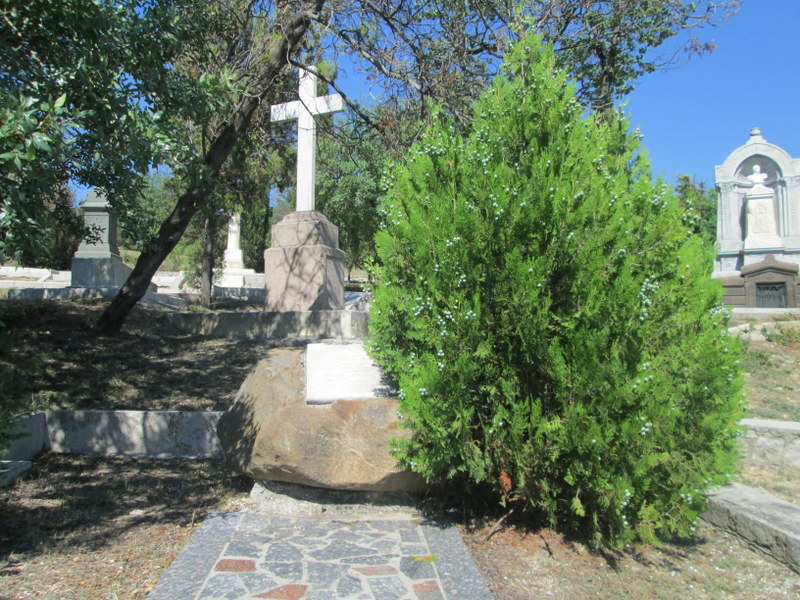
Могила Максутова П. П. на Братском кладбище

4 марта 1863 года Максутов был назначен градоначальником Бердянска и командиром Бердянского порта, 1 января 1866 года он получил чин капитана 1-го ранга. 19 апреля 1876 года Максутов получил новое назначение — градоначальником Таганрога, 16 апреля 1878 года он был произведён в генерал-майоры флота (22 января 1879 года переименован в контр-адмиралы).
Скончался 2 мая 1882 года в Таганроге, похоронен в Севастополе на Братском кладбище.
Похоронен на Братском кладбище в Севастополе. Могила Максутова — ОКН России регионального значения  Объект культурного наследия народов РФ регионального значения. Рег. № 921711262290005 (ЕГРОКН). Надпись: «Контр-адмирал князь Павел Петрович Максутов. Род. 15 апр. 1825 г. Сконч. 2 мая 1882 г. Участвовал в Синопском бою на корабле «Париж» и при обороне Севастополя на 4-м бастионе 349 дней».